# Marcel Soumaoro
Pour les articles homonymes, voir Soumaoro.
Marcel Soumaoro est un joueur de golf de Côte d'Ivoire. 

## Palmarès
- 2009
  - Open international de Dakar